# Sint-Luciakapel (Rijkevorsel)

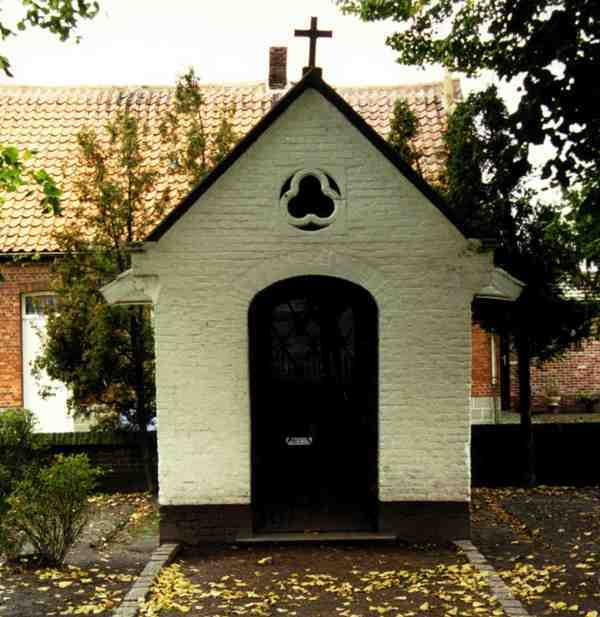
Sint-Luciakapel

De Sint-Luciakapel is een kapel in de Antwerpse plaats Rijkevorsel, gelegen aan de Molenstraat.
Sint-Lucia werd vanouds vereerd in Rijkevorsel. In 1699 werd door Libert Fabri een kapelletje opgericht in een nis van een bakstenen kolom. Naar verluidt zouden op deze plaats pesthuisjes hebben gestaan, de zogeheten Akkerhuisjes. De kolom werd gerestaureerd in 1722 en 1747. In 1832 werd rond deze kolom het huidige kapelletje gebouwd. Ook dit werd meermaals gerestaureerd, voor het laatst in 1985.
De kapel is een rechthoekig gebouwtje dat gedekt wordt door een zadeldak. De ingang bevindt zich in een puntgevel waarboven een bescheiden kruis.